# Cavignac
Cavignac is een gemeente in het Franse departement Gironde (regio Nouvelle-Aquitaine). De plaats maakt deel uit van het arrondissement Blaye. Cavignac telde op 1 januari 2022 2.368 inwoners.

## Geografie
De oppervlakte van Cavignac bedroeg op 1 januari 2022 6,63 vierkante kilometer; de bevolkingsdichtheid was toen 357,2 inwoners per km².

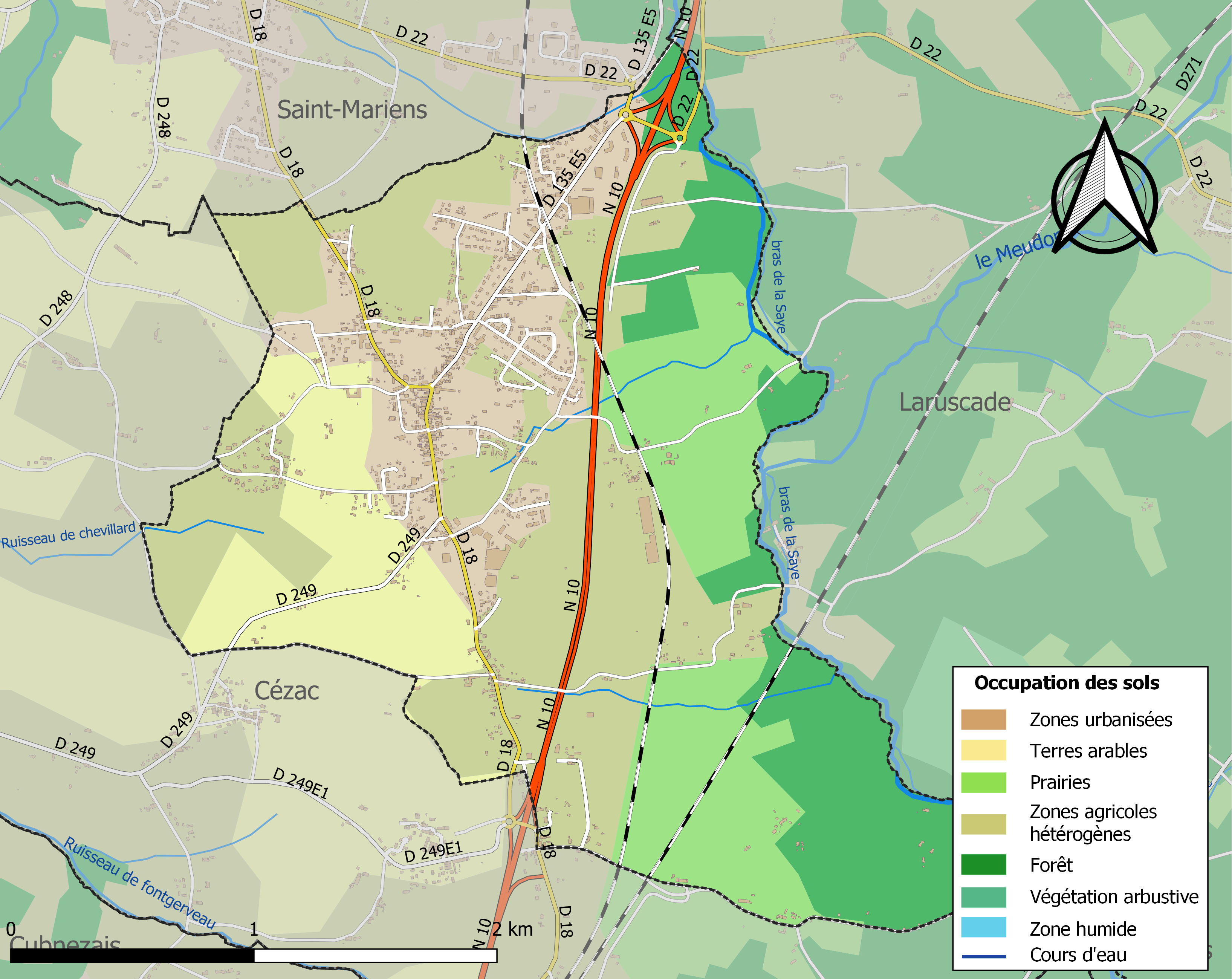
Kaart van de gemeente met belangrijkste infrastructuur, bodemgebruik en omliggende gemeenten

## Verkeer
In de gemeente ligt de spoorweghalte Cavignac.

## Demografie
Onderstaande figuur toont het verloop van het inwonertal (bron: INSEE-tellingen).